# 1227 (szám)
Az 1227 (római számmal: MCCXXVII) az 1226 és 1228 között található természetes szám.

## A szám a matematikában
A tízes számrendszerbeli 1227-es a kettes számrendszerben 10011001011, a nyolcas számrendszerben 2313, a tizenhatos számrendszerben 4CB alakban írható fel.
Az 1227 páratlan szám, összetett szám, félprím. Kanonikus alakja 31 · 4091, normálalakban az 1,227 · 103 szorzattal írható fel. Négy osztója van a természetes számok halmazán, ezek növekvő sorrendben: 1, 3, 409 és 1227.
Az 1227 huszonegy szám valódiosztó-összegeként áll elő, ezek közül legkisebb a 3669.

## Csillagászat
- 1227 Geranium kisbolygó